# Urticina grebelnyi
Urticina grebelnyi is een zeeanemonensoort uit de familie Actiniidae. De anemoon komt uit het geslacht Urticina. Urticina grebelnyi werd in 2007 voor het eerst wetenschappelijk beschreven door N.P. Sanamyan & K.E. Sanamyan. 